# Erik Andersen
Erik Eloe Andersen (15 de agosto de 1902 — 2 de janeiro de 1980) foi um ciclista olímpico dinamarquês. Representou sua nação nos Jogos Olímpicos de Verão de 1924, na prova de contrarrelógio individual.